# FIS Marathon Cup 2004/2005
Sezon 2004/2005 FIS Marathon Cup rozpoczął się 12 grudnia 2004 roku włoskim maratonem La Sgambeda, a zakończył 19 marca 2005 roku noweskim Birkebeinerrennet.
Obrońcami tytułu byli: Włoszka Cristina Paluselli wśród kobiet oraz jej rodak Gianantonio Zanetel wśród mężczyzn. W tym sezonie Paluselli obroniła tytuł wywalczony przed rokiem, a wśród mężczyzn najlepszy był Czech Stanislav Řezáč.

## Kalendarz i wyniki

### Kobiety
| Lp. | Data             | Zawody                           | Dystans             | 1. miejsce                | 2. miejsce         | 3. miejsce         |
| --- | ---------------- | -------------------------------- | ------------------- | ------------------------- | ------------------ | ------------------ |
| 1.  | 12 grudnia 2004  | Livigno – La Sgambeda            | 42 km s. dowolnym   | Lara Peyrot               | Cristina Paluselli | Sofia Lind         |
| 2.  | 9 stycznia 2005  | Bedřichov – Jizerská Padesátka   | 50 km s. klasycznym | Cristina Paluselli        | Sofia Lind         | Lara Peyrot        |
| 3.  | 30 stycznia 2005 | Predazzo – Marcialonga           | 70 km s. klasycznym | Cristina Paluselli        | Lara Peyrot        | Daria Gaiazova     |
| 4.  | 6 lutego 2005    | Oberammergau – König-Ludwig-Lauf | 50 km s. klasycznym | Cristina Paluselli        | Sofia Lind         | Iryna Nafranowicz  |
| 5.  | 26 lutego 2005   | Hayward – American Birkebeiner   | 52 km s. dowolnym   | Lara Peyrot               | Cristina Paluselli | Brooke Baughman    |
| 6.  | 6 marca 2005     | Sälen – Vasaloppet               | 90 km s. klasycznym | Sofia Lind                | Ulrika Persson     | Cristina Paluselli |
| 7.  | 13 marca 2005    | Samedan – Engadin Skimarathon    | 42 km s. dowolnym   | Natascia Leonardi Cortesi | Karine Philippot   | Seraina Boner      |
| 8.  | 19 marca 2005    | Lillehammer – Birkebeinerrennet  | 54 km s. klasycznym | Cristina Paluselli        | Annmari Viljanmaa  | Sofia Lind         |

### Mężczyźni
| Lp. | Data             | Zawody                           | Dystans             | 1. miejsce              | 2. miejsce            | 3. miejsce          |
| --- | ---------------- | -------------------------------- | ------------------- | ----------------------- | --------------------- | ------------------- |
| 1.  | 12 grudnia 2004  | Livigno – La Sgambeda            | 42 km s. dowolnym   | Gianantonio Zanetel     | Roberto De Zolt       | Ivan Margaroli      |
| 2.  | 9 stycznia 2005  | Bedřichov – Jizerská Padesátka   | 50 km s. klasycznym | Karl Gunnar Skjønsfjell | Raul Olle             | Stanislav Řezáč     |
| 3.  | 30 stycznia 2005 | Predazzo – Marcialonga           | 70 km s. klasycznym | Stanislav Řezáč         | Gianantonio Zanetel   | Marco Cattaneo      |
| 4.  | 6 lutego 2005    | Oberammergau – König-Ludwig-Lauf | 50 km s. klasycznym | Stanislav Řezáč         | Oskar Svärd           | Gianantonio Zanetel |
| 5.  | 25 lutego 2005   | Hayward – American Birkebeiner   | 52 km s. dowolnym   | Marco Cattaneo          | Pierluigi Costantin   | Ivan Margaroli      |
| 6.  | 6 marca 2005     | Sälen – Vasaloppet               | 90 km s. klasycznym | Oskar Svärd             | Martin Larsson        | Jørgen Aukland      |
| 7.  | 13 marca 2005    | Samedan – Engadin Skimarathon    | 42 km s. dowolnym   | Gion-Andrea Bundi       | Pietro Piller Cottrer | Markus Hasler       |
| 8.  | 19 marca 2005    | Lillehammer – Birkebeinerrennet  | 54 km s. klasycznym | Stanislav Řezáč         | Odd-Bjørn Hjelmeset   | Jerry Ahrlin        |

## Klasyfikacje
| Lp. | Zawodnik                  | Punkty |
| --- | ------------------------- | ------ |
| 1.  | Cristina Paluselli        | 656    |
| 2.  | Lara Peyrot               | 475    |
| 3.  | Sofia Lind                | 380    |
| 4.  | Iryna Nafranowicz         | 161    |
| 5.  | Natascia Leonardi Cortesi | 100    |
| 6.  | Marianne Vlasveld         | 82     |
| 7.  | Karine Philippot          | 80     |
| 7.  | Ulrika Persson            | 80     |
| 7.  | Annmari Viljanmaa         | 80     |
| 10. | Kateřina Smutná           | 76     |

| Lp. | Zawodnik                | Punkty |
| --- | ----------------------- | ------ |
| 1.  | Stanislav Řezáč         | 385    |
| 2.  | Marco Cattaneo          | 335    |
| 3.  | Gianantonio Zanetel     | 319    |
| 4.  | Pierluigi Costantin     | 294    |
| 5.  | Oskar Svärd             | 286    |
| 6.  | Silvio Fauner           | 195    |
| 7.  | Ivan Margaroli          | 186    |
| 8.  | Jørgen Aukland          | 174    |
| 9.  | Karl Gunnar Skjønsfjell | 155    |
| 10. | Raul Olle               | 152    |